# یواس‌اس نیمه‌شب (۱۸۶۱)
یواس‌اس نیمه‌شب (۱۸۶۱) (به انگلیسی: USS Midnight (1861)) یک کشتی بود که طول آن ۱۲۶ فوت (۳۸ متر) بود.